# 입장역
입장역(笠場驛)은 충청남도 천원군(현 충청남도 천안시)에 있었던 역이다. 현재 폐역된 상태다. 현재 이 역터에는 빌라와 천주교 입장성당이 들어서있다.

## 역사
- 1925년 11월 1일 : 영업 개시[1]
- 1973년 1월 1일 : 배치간이역으로 격하[2]
- 1985년 4월 1일 : 여객취급 중지[3]
- 1985년 4월 8일 : 무배치간이역으로 격하[4]
- 1989년 1월 1일 : 안성선 폐선과 함께 폐역[5]

## 참고 문헌
1. ↑  1925년 11월 6일 조선총독부관보 휘보 사설철도운수영업개시
2. ↑  1972년 12월 28일 대한민국관보 철도청고시제82호
3. ↑  1985년 3월 21일 대한민국관보 철도청고시제23호
4. ↑  1985년 4월 3일 대한민국관보 철도청고시제27호
5. ↑  1988년 12월 27일 대한민국 관보 철도청고시 제46호